# Chặng đua MotoGP Qatar 2024
Chặng đua MotoGP Qatar 2024 là chặng đua đầu tiên của mùa giải đua xe MotoGP 2024. Chặng đua diễn ra từ ngày 8 tháng 3 năm 2024 đến ngày 10 tháng 3 năm 2024 ở trường đua Losail International, Qatar.
Jorge Martin của đội đua Pramac là người giành pole và chiến thắng cuộc đua Sprint race. Còn tay đua giành chiến thắng cuộc đua chính thể thức MotoGP là Francesco Bagnaia của đội đua Ducati Corse. Bagnaia cũng là người dẫn đầu bảng xếp hạng tổng sau chặng đua đầu tiên.

## Kết quả cuộc đua Sprint race
| Stt                                                          | Số xe | Tay đua               | Đội đua                           | Xe      | Lap | Kết quả   | Xuất phát | Điểm |
| ------------------------------------------------------------ | ----- | --------------------- | --------------------------------- | ------- | --- | --------- | --------- | ---- |
| 1                                                            | 89    | Jorge Martín          | Prima Pramac Racing               | Ducati  | 11  | 20:41.287 | 1         | 12   |
| 2                                                            | 33    | Brad Binder           | Red Bull KTM Factory Racing       | KTM     | 11  | +0.548    | 4         | 9    |
| 3                                                            | 41    | Aleix Espargaró       | Aprilia Racing                    | Aprilia | 11  | +0.729    | 2         | 7    |
| 4                                                            | 1     | Francesco Bagnaia     | Ducati Lenovo Team                | Ducati  | 11  | +1.625    | 5         | 6    |
| 5                                                            | 93    | Marc Márquez          | Gresini Racing MotoGP             | Ducati  | 11  | +1.872    | 6         | 5    |
| 6                                                            | 23    | Enea Bastianini       | Ducati Lenovo Team                | Ducati  | 11  | +2.322    | 3         | 4    |
| 7                                                            | 73    | Álex Márquez          | Gresini Racing MotoGP             | Ducati  | 11  | +3.154    | 9         | 3    |
| 8                                                            | 31    | Pedro Acosta          | Red Bull GasGas Tech3             | KTM     | 11  | +4.431    | 8         | 2    |
| 9                                                            | 12    | Maverick Viñales      | Aprilia Racing                    | Aprilia | 11  | +6.738    | 10        | 1    |
| 10                                                           | 43    | Jack Miller           | Red Bull KTM Factory Racing       | KTM     | 11  | +12.670   | 11        |      |
| 11                                                           | 72    | Marco Bezzecchi       | Pertamina Enduro VR46 Racing Team | Ducati  | 11  | +12.835   | 15        |      |
| 12                                                           | 20    | Fabio Quartararo      | Monster Energy Yamaha MotoGP      | Yamaha  | 11  | +12.863   | 16        |      |
| 13                                                           | 88    | Miguel Oliveira       | Trackhouse Racing                 | Aprilia | 11  | +13.095   | 14        |      |
| 14                                                           | 25    | Raúl Fernández        | Trackhouse Racing                 | Aprilia | 11  | +13.795   | 12        |      |
| 15                                                           | 36    | Joan Mir              | Repsol Honda Team                 | Honda   | 11  | +14.096   | 17        |      |
| 16                                                           | 5     | Johann Zarco          | LCR Honda Castrol                 | Honda   | 11  | +14.840   | 13        |      |
| 17                                                           | 42    | Álex Rins             | Monster Energy Yamaha MotoGP      | Yamaha  | 11  | +15.629   | 20        |      |
| 18                                                           | 37    | Augusto Fernández     | Red Bull GasGas Tech3             | KTM     | 11  | +17.711   | 18        |      |
| 19                                                           | 30    | Takaaki Nakagami      | LCR Honda Idemitsu                | Honda   | 11  | +22.733   | 19        |      |
| 20                                                           | 21    | Franco Morbidelli     | Prima Pramac Racing               | Ducati  | 11  | +23.267   | 22        |      |
| 21                                                           | 10    | Luca Marini           | Repsol Honda Team                 | Honda   | 11  | +25.553   | 21        |      |
| Ret                                                          | 49    | Fabio Di Giannantonio | Pertamina Enduro VR46 Racing Team | Ducati  | 2   | Tai nạn   | 7         |      |
| Fastest sprint lap: Marc Márquez (Ducati) – 1:52.040 (lap 3) |       |                       |                                   |         |     |           |           |      |
| Kết quả chính thức                                           |       |                       |                                   |         |     |           |           |      |

## Kết quả đua chính thể thức MotoGP
*Ban đầu cuộc đua chính có 22 vòng. Do sự cố của Raul Fernandez nên cuộc đua chính được rút ngắn xuống còn 21 vòng.
| Stt                                                | Số xe | Tay đua               | Đội đua                           | Xe      | Lap | Kết quả   | Xuất phát | Điểm |
| -------------------------------------------------- | ----- | --------------------- | --------------------------------- | ------- | --- | --------- | --------- | ---- |
| 1                                                  | 1     | Francesco Bagnaia     | Ducati Lenovo Team                | Ducati  | 21  | 39:34.869 | 5         | 25   |
| 2                                                  | 33    | Brad Binder           | Red Bull KTM Factory Racing       | KTM     | 21  | +1.329    | 4         | 20   |
| 3                                                  | 89    | Jorge Martín          | Prima Pramac Racing               | Ducati  | 21  | +1.933    | 1         | 16   |
| 4                                                  | 93    | Marc Márquez          | Gresini Racing MotoGP             | Ducati  | 21  | +3.429    | 6         | 13   |
| 5                                                  | 23    | Enea Bastianini       | Ducati Lenovo Team                | Ducati  | 21  | +5.153    | 3         | 11   |
| 6                                                  | 73    | Álex Márquez          | Gresini Racing MotoGP             | Ducati  | 21  | +6.791    | 9         | 10   |
| 7                                                  | 49    | Fabio Di Giannantonio | Pertamina Enduro VR46 Racing Team | Ducati  | 21  | +9.161    | 7         | 9    |
| 8                                                  | 41    | Aleix Espargaró       | Aprilia Racing                    | Aprilia | 21  | +11.242   | 2         | 8    |
| 9                                                  | 31    | Pedro Acosta          | Red Bull GasGas Tech3             | KTM     | 21  | +11.595   | 8         | 7    |
| 10                                                 | 12    | Maverick Viñales      | Aprilia Racing                    | Aprilia | 21  | +13.197   | 10        | 6    |
| 11                                                 | 20    | Fabio Quartararo      | Monster Energy Yamaha MotoGP      | Yamaha  | 21  | +17.701   | 16        | 5    |
| 12                                                 | 5     | Johann Zarco          | LCR Honda Castrol                 | Honda   | 21  | +18.075   | 13        | 4    |
| 13                                                 | 36    | Joan Mir              | Repsol Honda Team                 | Honda   | 21  | +18.437   | 17        | 3    |
| 14                                                 | 72    | Marco Bezzecchi       | Pertamina Enduro VR46 Racing Team | Ducati  | 21  | +19.194   | 15        | 2    |
| 15                                                 | 88    | Miguel Oliveira       | Trackhouse Racing                 | Aprilia | 21  | +20.717   | 14        | 1    |
| 16                                                 | 42    | Álex Rins             | Monster Energy Yamaha MotoGP      | Yamaha  | 21  | +24.093   | 20        |      |
| 17                                                 | 37    | Augusto Fernández     | Red Bull GasGas Tech3             | KTM     | 21  | +24.106   | 18        |      |
| 18                                                 | 21    | Franco Morbidelli     | Prima Pramac Racing               | Ducati  | 21  | +24.641   | 22        |      |
| 19                                                 | 30    | Takaaki Nakagami      | LCR Honda Idemitsu                | Honda   | 21  | +25.556   | 19        |      |
| 20                                                 | 10    | Luca Marini           | Repsol Honda Team                 | Honda   | 21  | +42.422   | 21        |      |
| 21                                                 | 43    | Jack Miller           | Red Bull KTM Factory Racing       | KTM     | 21  | +42.761   | 11        |      |
| Ret                                                | 25    | Raúl Fernández        | Trackhouse Racing                 | Aprilia | 17  | Kỹ thuật  | 12        |      |
| Fastest lap: Pedro Acosta (KTM) – 1:52.657 (lap 2) |       |                       |                                   |         |     |           |           |      |
| Kết quả chính thức                                 |       |                       |                                   |         |     |           |           |      |

## Bảng xếp hạng sau chặng đua
| Stt. | Tay đua           | Điểm |
| ---- | ----------------- | ---- |
| 1    | Francesco Bagnaia | 31   |
| 2    | Brad Binder       | 29   |
| 3    | Jorge Martín      | 28   |
| 4    | Marc Márquez      | 18   |
| 5    | Enea Bastianini   | 15   |

| Stt. | Xưởng đua | Điểm |
| ---- | --------- | ---- |
| 1    | Ducati    | 37   |
| 2    | KTM       | 29   |
| 3    | Aprilia   | 15   |
| 4    | Yamaha    | 5    |
| 5    | Honda     | 4    |

| Stt | Đội đua                     | Điểm |
| --- | --------------------------- | ---- |
| 1   | Ducati Lenovo Team          | 46   |
| 2   | Gresini Racing MotoGP       | 31   |
| 3   | Red Bull KTM Factory Racing | 29   |
| 4   | Prima Pramac Racing         | 28   |
| 5   | Aprilia Racing              | 22   |